# IC 3956
IC 3956 ist eine elliptische Galaxie vom Hubble-Typ E-S0 im Sternbild Jagdhunde am Nordsternhimmel. Sie ist schätzungsweise 467 Millionen Lichtjahre von der Milchstraße entfernt.
Das Objekt wurde am 21. März 1903 von Max Wolf entdeckt.